# 弥栄神社 (大分市)
弥栄神社（やさかじんじゃ）は、大分県大分市にある神社。

## 概要
JR古国府(ふるごう)駅の北方、県立大分上野丘高校の西隣りに鎮座している。
宝亀2年（771年）、国府の鎮護寺・岩屋寺（現在は廃寺）境内に創建されたとされる。
建久年間（1190年-1199年）に疫病退散のため、大友氏初代当主・大友能直が京都の祇園社（八坂神社）を勧請して再興した。これが「祇園社（祇園宮）」としての社史の実質的な始まりとなる。
大友氏が「祇園祭り（祇園会）」を奨励し大いに賑わったが、天正14年（1586年）の島津氏の侵攻により、社殿が焼失し、元和4年（1618年）に藩主・竹中重義によって、現在地（律院村）に遷座・再興された。
その後、歴代藩主（竹中氏・日根野氏・大給松平家）が奨励して再び「祇園祭り」が賑わい、柞原八幡宮の中秋祭「浜の市」と共に「二大祭り」と称された。
明治4年（1871年）に「弥栄神社」に改称、明治6年（1873年）に郷社に列格、大正5年（1916年）に県社に昇格。
寛永2年（1625年）に造られた楼門をはじめとして、拝殿・本殿・鳥居など、古い建造物が残っている。

## 祭神
- 須佐之男命
- 稲田姫命
- 大国主命